# Spasi me samoće
Spasi me samoće treći je album srpske pjevačice Dragane Mirković, objavljen 1986.  godine u nakladi Diskosa.

## Pozadina
Prvi album s Južnim vetrom, s ovim albumom postala je dio slavne »petorke«, koju su zajedno s njom činili Šemsa Suljaković, Mile Kitić, Kemal Malovčić i Sinan Sakić. Iste godine zajedno su otišli na veliku turneju kojom su zabilježili ogroman uspjeh i posjećenost. Izdvojile su se pjesme: „Pusti da verujem”, „Izmisliću svet”, „Oprosti za sve”, „Rođen za mene” i „Sreća mi je okrenula leđa”, a „Spasi me samoće” i „Kad bi znao kako čeznem” spadaju u skupinu evergreen pjesama.

## Popis pjesama
| Br. | Skladba                             | Trajanje |
| --- | ----------------------------------- | -------- |
| 1.  | »Pusti da verujem«                  | 3:00     |
| 2.  | »Izmisliću svet«                    | 2:07     |
| 3.  | »Oprosti za sve«                    | 3:44     |
| 4.  | »Spasi me samoće«                   | 3:18     |
| 5.  | »Izađi iz stare priče«              | 2:45     |
| 6.  | »Rođen za mene«                     | 3:12     |
| 7.  | »Kad bi znao kako čeznem«           | 3:47     |
| 8.  | »Budućnost je moja u rukama tvojim« | 4:00     |
| 9.  | »Sreća mi je okrenula leđa«         | 3:00     |

## Izdanja
| Regija          | Datum | Format(i)  | Izdavač      |
| --------------- | ----- | ---------- | ------------ |
| SFR Jugoslavija | 1986. | LP, kaseta | Diskos       |
| SR Jugoslavija  | 1994. | kaseta     | Južni vetar  |
| SR Jugoslavija  | 1998. | CD         | Južni vetar  |
| SR Jugoslavija  | 2000. | kaseta     | Hi-Fi centar |

## Vanjske poveznice
- Spasi me samoće